# IBU-Cup 2020/21
Der IBU-Cup 2020/21 wurde zwischen dem 11. Januar und dem 14. März 2021 ausgetragen. Die Wettkämpfe waren international besetzt und nach dem Biathlon-Weltcup 2020/21 die zweithöchste Wettkampfserie im Biathlon.
Titelverteidiger der Gesamtwertung waren der Deutsche Lucas Fratzscher und die Schwedin Elisabeth Högberg.
Höhepunkt der Saison waren die Biathlon-Europameisterschaften in Duszniki-Zdrój. Diese Wettkämpfe flossen auch in die Wertungen des IBU-Cups mit ein.

## Austragungsorte
| Obertilliach |

| Osrblie |

| Duszniki-Zdrój |

| Arber |

## Wettkampfkalender
| Datum                           | Ort            | Wettkämpfe                                                         |
| ------------------------------- | -------------- | ------------------------------------------------------------------ |
| 11. – 17. Januar 2021           | Arber          | Sprint, Sprint, Staffel                                            |
| 18. – 23. Januar 2021           | Arber          | Kurzes Einzel, Sprint, Single-Mixed-Staffel, Mixed-Staffel         |
| 24. – 31. Januar 2021 (EM 2021) | Duszniki-Zdrój | Einzel, Sprint, Verfolgung, Single-Mixed-Staffel, Mixed-Staffel    |
| 8. – 14. Februar 2021           | Brezno-Osrblie | Sprint, Verfolgung                                                 |
| 15. – 21. Februar 2021          | Brezno-Osrblie | Kurzes Einzel, Staffel, Sprint, Verfolgung                         |
| 8. – 14. März 2021              | Obertilliach   | Kurzes Einzel, Sprint, Sprint, Single-Mixed-Staffel, Mixed-Staffel |

### Änderungen
Im September 2020 kündigte die Internationale Biathlon-Union (IBU) aufgrund der COVID-19-Pandemie starke Veränderungen am Rennkalender des IBU-Cups an. Die im November und Dezember 2020 geplanten Wettkämpfe wurden vollständig abgesagt, da die notwendigen Schutzmaßnahmen aus finanziellen Gründen nicht gewährleistet werden konnten. Für den Rest der Saison wurde die Anzahl der Veranstaltungsorte reduziert, um Reisetätigkeiten zu vermeiden. Einzig die Europameisterschaften fanden wie ursprünglich geplant statt. Anstatt von neun Rennwochen an acht Orten fanden nun sechs Rennwochen an vier Orten statt. Die Gesamtzahl der geplanten Rennen reduzierte sich von 50 auf 40.
Die IBU entschied ebenfalls, in der Saison 2021 keine Supersprints und Massenstarts auszutragen, wodurch die im Vorjahr neu eingeführten Disziplinwertungen entfielen. Stattdessen wurden erstmals seit der Saison 2013/14 wieder Damen- und Herrenstaffeln im Rahmen des IBU-Cups ausgetragen.
Ende Februar 2021 untersagten die Behörden in Südtirol die Austragung des IBU-Cup-Finales im italienischen Ridnaun. Die IBU verlegte die Veranstaltung daraufhin ins österreichische Obertilliach, wo in den beiden Vorwochen die Juniorenweltmeisterschaften stattfanden.

## Regeländerungen
Aufgrund der COVID-19-Pandemie kam es im IBU-Cup zu einigen vorübergehenden Regeländerungen:
- Die Anzahl der Startplätze der einzelnen Verbände in Einzel und Sprint wurde um zwei (Platz eins bis 30 der Nationenwertung 2019/20) bzw. eins (ab Platz 30) erhöht. Dies sollte Junioren die Chance geben, im IBU-Cup zu starten, da der IBU-Junior-Cup 2020/21 abgesagt worden war.
- Die Zahl der Streichergebnisse in der Gesamtwertung wurde von zwei auf drei erhöht. Auch für die Nationenwertung und die Disziplinenwertungen gab es in dieser Saison Streichergebnisse.
- Für die Rennen im Januar galten keine Qualifikationskriterien für einzelne Athleten.

## Frauen

### Resultate
| 1. IBU-Cup am Arber, 11.–17. Januar 2021 | 1. IBU-Cup am Arber, 11.–17. Januar 2021 | 1. IBU-Cup am Arber, 11.–17. Januar 2021                                                  | 1. IBU-Cup am Arber, 11.–17. Januar 2021                                  | 1. IBU-Cup am Arber, 11.–17. Januar 2021                                          |
| ---------------------------------------- | ---------------------------------------- | ----------------------------------------------------------------------------------------- | ------------------------------------------------------------------------- | --------------------------------------------------------------------------------- |
| Datum                                    | Disziplin                                | Erster Platz                                                                              | Zweiter Platz                                                             | Dritter Platz                                                                     |
| 14. Januar 2021 (Do.)                    | Sprint (7,5 km)                          | Tatjana Akimowa                                                                           | Walerija Wasnezowa                                                        | Anastassija Schewtschenko                                                         |
| 16. Januar 2021 (Sa.)                    | Sprint (7,5 km)                          | Tatjana Akimowa                                                                           | Camille Bened                                                             | Anastassija Schewtschenko                                                         |
| 17. Januar 2021 (So.)                    | Staffel (4 × 6 km)                       | RusslandWalerija Wasnezowa Anastassija Gorejewa Anastassija Schewtschenko Tatjana Akimowa | SchwedenIngela Andersson Tilda Johansson Anna Magnusson Elisabeth Högberg | DeutschlandFranziska Hildebrand Stefanie Scherer Vanessa Voigt Marion Deigentesch |

| 2. IBU-Cup am Arber, 18.–23. Januar 2021 | 2. IBU-Cup am Arber, 18.–23. Januar 2021 | 2. IBU-Cup am Arber, 18.–23. Januar 2021 | 2. IBU-Cup am Arber, 18.–23. Januar 2021 | 2. IBU-Cup am Arber, 18.–23. Januar 2021 |
| ---------------------------------------- | ---------------------------------------- | ---------------------------------------- | ---------------------------------------- | ---------------------------------------- |
| Datum                                    | Disziplin                                | Erster Platz                             | Zweiter Platz                            | Dritter Platz                            |
| 20. Januar 2021 (Mi.)                    | Kurzes Einzel (12,5 km)                  | Tamara Steiner                           | Anna Weidel                              | Ekaterina Bech                           |
| 22. Januar 2021 (Fr.)                    | Sprint (7,5 km)                          | Walerija Wasnezowa                       | Åsne Skrede                              | Lou Jeanmonnot                           |

| Europameisterschaften in Duszniki-Zdrój, 24.–31. Januar 2021 | Europameisterschaften in Duszniki-Zdrój, 24.–31. Januar 2021 | Europameisterschaften in Duszniki-Zdrój, 24.–31. Januar 2021 | Europameisterschaften in Duszniki-Zdrój, 24.–31. Januar 2021 | Europameisterschaften in Duszniki-Zdrój, 24.–31. Januar 2021 |
| ------------------------------------------------------------ | ------------------------------------------------------------ | ------------------------------------------------------------ | ------------------------------------------------------------ | ------------------------------------------------------------ |
| Datum                                                        | Disziplin                                                    | Erster Platz                                                 | Zweiter Platz                                                | Dritter Platz                                                |
| 27. Januar 2021 (Mi.)                                        | Einzel (15 km)                                               | Monika Hojnisz-Staręga                                       | Anastassija Merkuschyna                                      | Larissa Kuklina                                              |
| 29. Januar 2021 (Fr.)                                        | Sprint (7,5 km)                                              | Baiba Bendika                                                | Karoline Erdal                                               | Anastassija Schewtschenko                                    |
| 30. Januar 2021 (Sa.)                                        | Verfolgung (10 km)                                           | Kamila Żuk                                                   | Karoline Erdal                                               | Åsne Skrede                                                  |

| 3. IBU-Cup in Brezno-Osrblie, 10.–14. Februar 2021 | 3. IBU-Cup in Brezno-Osrblie, 10.–14. Februar 2021 | 3. IBU-Cup in Brezno-Osrblie, 10.–14. Februar 2021 | 3. IBU-Cup in Brezno-Osrblie, 10.–14. Februar 2021 | 3. IBU-Cup in Brezno-Osrblie, 10.–14. Februar 2021 |
| -------------------------------------------------- | -------------------------------------------------- | -------------------------------------------------- | -------------------------------------------------- | -------------------------------------------------- |
| Datum                                              | Disziplin                                          | Erster Platz                                       | Zweiter Platz                                      | Dritter Platz                                      |
| 13. Februar 2021 (Sa.)                             | Sprint (7,5 km)                                    | Vanessa Voigt                                      | Jekaterina Noskowa                                 | Anna Weidel                                        |
| 14. Februar 2021 (So.)                             | Verfolgung (10 km)                                 | Vanessa Voigt                                      | Anastassija Gorejewa                               | Anastassija Jegorowa                               |

| 4. IBU-Cup in Brezno-Osrblie, 15.–21. Februar 2021 | 4. IBU-Cup in Brezno-Osrblie, 15.–21. Februar 2021 | 4. IBU-Cup in Brezno-Osrblie, 15.–21. Februar 2021                                   | 4. IBU-Cup in Brezno-Osrblie, 15.–21. Februar 2021                     | 4. IBU-Cup in Brezno-Osrblie, 15.–21. Februar 2021                        |
| -------------------------------------------------- | -------------------------------------------------- | ------------------------------------------------------------------------------------ | ---------------------------------------------------------------------- | ------------------------------------------------------------------------- |
| Datum                                              | Disziplin                                          | Erster Platz                                                                         | Zweiter Platz                                                          | Dritter Platz                                                             |
| 17. Februar 2021 (Mi.)                             | Kurzes Einzel (12,5 km)                            | Vanessa Voigt                                                                        | Hanna Kebinger                                                         | Madeleine Phaneuf                                                         |
| 18. Februar 2021 (Do.)                             | Staffel (4 × 6 km)                                 | RusslandNatalja Gerbulowa Jekaterina Noskowa Walerija Wasnezowa Anastassija Jegorowa | SchwedenElisabeth Högberg Stina Nilsson Ingela Andersson Anna Hedström | DeutschlandAnna Weidel Juliane Frühwirt Hanna Kebinger Marion Deigentesch |
| 20. Februar 2021 (Sa.)                             | Sprint (7,5 km)                                    | Anastassija Jegorowa                                                                 | Marthe Kråkstad Johansen                                               | Karoline Erdal                                                            |
| 21. Februar 2021 (So.)                             | Verfolgung (10 km)                                 | Anna Weidel                                                                          | Anna Krywonos                                                          | Ragnhild Femsteinevik                                                     |

| 5. IBU-Cup in Obertilliach, 8.–14. März 2021 | 5. IBU-Cup in Obertilliach, 8.–14. März 2021 | 5. IBU-Cup in Obertilliach, 8.–14. März 2021  | 5. IBU-Cup in Obertilliach, 8.–14. März 2021 | 5. IBU-Cup in Obertilliach, 8.–14. März 2021 |
| -------------------------------------------- | -------------------------------------------- | --------------------------------------------- | -------------------------------------------- | -------------------------------------------- |
| Datum                                        | Disziplin                                    | Erster Platz                                  | Zweiter Platz                                | Dritter Platz                                |
| 10. März 2021 (Mi.)                          | Kurzes Einzel (12,5 km)                      | Vanessa Voigt                                 | Anastassija Gorejewa                         | Sophie Chauveau                              |
| 12. März 2021 (Fr.)                          | Sprint (7,5 km)                              | Emilie Ågheim Kalkenberg Anastassija Jegorowa |                                              | Rebecca Passler                              |
| 13. März 2021 (Sa.)                          | Sprint (7,5 km)                              | Anastassija Gorejewa                          | Anastassija Jegorowa                         | Caroline Colombo                             |

### Pokalwertungen Frauen
| Endstand nach 15 Rennen (Top 10) |                           |        |       |
| \| Rang \| Name \| Punkte \| Siege \| \| ---- \| ------------------------- \| ------ \| ----- \| \| 01 \| Vanessa Voigt \| 467 \| 4 \| \| 02 \| Karoline Erdal \| 356 \| 0 \| \| 03 \| Emilie Ågheim Kalkenberg \| 353 \| 1 \| \| 04 \| Åsne Skrede \| 351 \| 0 \| \| 05 \| Anastassija Schewtschenko \| 342 \| 0 \| \| 06 \| Lou Jeanmonnot \| 340 \| 0 \| \| 07 \| Anastassija Gorejewa \| 334 \| 1 \| \| 08 \| Walerija Wasnezowa \| 327 \| 1 \| \| 09 \| Juliane Frühwirt \| 322 \| 0 \| \| 10 \| Anastassija Jegorowa \| 319 \| 2 \| |                           |        |       |
| Rang | Name                      | Punkte | Siege |
| 01 | Vanessa Voigt             | 467    | 4     |
| 02 | Karoline Erdal            | 356    | 0     |
| 03 | Emilie Ågheim Kalkenberg  | 353    | 1     |
| 04 | Åsne Skrede               | 351    | 0     |
| 05 | Anastassija Schewtschenko | 342    | 0     |
| 06 | Lou Jeanmonnot            | 340    | 0     |
| 07 | Anastassija Gorejewa      | 334    | 1     |
| 08 | Walerija Wasnezowa        | 327    | 1     |
| 09 | Juliane Frühwirt          | 322    | 0     |
| 10 | Anastassija Jegorowa      | 319    | 2     |

| Rang | Name                      | Punkte | Siege |
| ---- | ------------------------- | ------ | ----- |
| 01   | Anastassija Schewtschenko | 237    | 0     |
| 02   | Anastassija Jegorowa      | 214    | 2     |
| 03   | Walerija Wasnezowa        | 209    | 1     |
| 04   | Åsne Skrede               | 207    | 0     |
| 05   | Emilie Ågheim Kalkenberg  | 206    | 1     |
| 06   | Karoline Erdal            | 202    | 0     |
| 07   | Vanessa Voigt             | 193    | 1     |
| 08   | Lou Jeanmonnot            | 191    | 0     |
| 09   | Anastassija Gorejewa      | 190    | 1     |
| 10   | Marthe Kråkstad Johansen  | 182    | 0     |

| Rang | Name                  | Punkte | Siege |
| ---- | --------------------- | ------ | ----- |
| 01   | Vanessa Voigt         | 96     | 1     |
| 01   | Anna Weidel           | 96     | 1     |
| 03   | Ragnhild Femsteinevik | 86     | 0     |
| 04   | Karoline Erdal        | 81     | 0     |
| 05   | Juliane Frühwirt      | 81     | 0     |
| 06   | Åsne Skrede           | 80     | 0     |
| 07   | Ingela Andersson      | 80     | 0     |
| 08   | Anastassija Gorejewa  | 78     | 0     |
| 09   | Anastassija Jegorowa  | 76     | 0     |
| 10   | Lou Jeanmonnot        | 74     | 0     |

| Rang | Name             | Punkte | Siege |
| ---- | ---------------- | ------ | ----- |
| 01   | Vanessa Voigt    | 156    | 2     |
| 02   | Iryna Petrenko   | 104    | 0     |
| 03   | Anna Magnusson   | 097    | 0     |
| 04   | Stefanie Scherer | 097    | 0     |
| 05   | Anna Weidel      | 094    | 0     |
| 06   | Tamara Steiner   | 090    | 1     |
| 07   | Ella Halvarsson  | 090    | 0     |
| 08   | Juliane Frühwirt | 090    | 0     |
| 09   | Hanna Kebinger   | 080    | 0     |
| 10   | Ekaterina Bech   | 080    | 0     |

| Rang | Name               | Punkte | Siege |
| ---- | ------------------ | ------ | ----- |
| 01   | Russland           | 120    | 2     |
| 02   | Schweden           | 108    | 0     |
| 03   | Deutschland        | 096    | 0     |
| 04   | Ukraine            | 081    | 0     |
| 05   | Frankreich         | 080    | 0     |
| 06   | Norwegen           | 079    | 0     |
| 07   | Tschechien         | 064    | 0     |
| 08   | Vereinigte Staaten | 063    | 0     |
| 09   | Schweiz            | 061    | 0     |
| 10   | Slowakei           | 060    | 0     |

| Rang | Name        | Punkte | Siege |
| ---- | ----------- | ------ | ----- |
| 01   | Russland    | 6059   | 8     |
| 02   | Deutschland | 5700   | 5     |
| 03   | Norwegen    | 5569   | 4     |
| 04   | Schweden    | 5528   | 0     |
| 05   | Frankreich  | 5221   | 0     |
| 06   | Ukraine     | 4985   | 0     |
| 07   | Italien     | 4452   | 0     |
| 08   | Schweiz     | 4200   | 0     |
| 09   | Tschechien  | 4057   | 0     |
| 10   | Österreich  | 3927   | 1     |

## Männer

### Resultate
| 1. IBU-Cup am Arber, 11.–17. Januar 2021 | 1. IBU-Cup am Arber, 11.–17. Januar 2021 | 1. IBU-Cup am Arber, 11.–17. Januar 2021                                     | 1. IBU-Cup am Arber, 11.–17. Januar 2021                          | 1. IBU-Cup am Arber, 11.–17. Januar 2021                          |
| ---------------------------------------- | ---------------------------------------- | ---------------------------------------------------------------------------- | ----------------------------------------------------------------- | ----------------------------------------------------------------- |
| Datum                                    | Disziplin                                | Erster Platz                                                                 | Zweiter Platz                                                     | Dritter Platz                                                     |
| 14. Januar 2021 (Do.)                    | Sprint (10 km)                           | Aleksander Fjeld Andersen                                                    | Filip Fjeld Andersen                                              | Sivert Guttorm Bakken                                             |
| 16. Januar 2021 (Sa.)                    | Sprint (10 km)                           | Filip Fjeld Andersen                                                         | Philipp Nawrath                                                   | Sivert Guttorm Bakken                                             |
| 17. Januar 2020 (So.)                    | Staffel (4 × 7,5 km)                     | DeutschlandJustus Strelow Dominic Schmuck Danilo Riethmüller Philipp Nawrath | UkraineRuslan Bryhadyr Andrij Dozenko Taras Lessjuk Bohdan Zymbal | FrankreichOscar Lombardot Sébastien Mahon Éric Perrot Hugo Rivail |

| 2. IBU-Cup am Arber, 18.–23. Januar 2021 | 2. IBU-Cup am Arber, 18.–23. Januar 2021 | 2. IBU-Cup am Arber, 18.–23. Januar 2021 | 2. IBU-Cup am Arber, 18.–23. Januar 2021 | 2. IBU-Cup am Arber, 18.–23. Januar 2021 |
| ---------------------------------------- | ---------------------------------------- | ---------------------------------------- | ---------------------------------------- | ---------------------------------------- |
| Datum                                    | Disziplin                                | Erster Platz                             | Zweiter Platz                            | Dritter Platz                            |
| 20. Januar 2021 (Mi.)                    | Kurzes Einzel (15 km)                    | Endre Strømsheim                         | Philipp Nawrath                          | Aleksander Fjeld Andersen                |
| 22. Januar 2021 (Fr.)                    | Sprint (10 km)                           | Filip Fjeld Andersen                     | Sivert Guttorm Bakken                    | Philipp Nawrath                          |

| Europameisterschaften in Duszniki-Zdrój, 24.–31. Januar 2021 | Europameisterschaften in Duszniki-Zdrój, 24.–31. Januar 2021 | Europameisterschaften in Duszniki-Zdrój, 24.–31. Januar 2021 | Europameisterschaften in Duszniki-Zdrój, 24.–31. Januar 2021 | Europameisterschaften in Duszniki-Zdrój, 24.–31. Januar 2021 |
| ------------------------------------------------------------ | ------------------------------------------------------------ | ------------------------------------------------------------ | ------------------------------------------------------------ | ------------------------------------------------------------ |
| Datum                                                        | Disziplin                                                    | Erster Platz                                                 | Zweiter Platz                                                | Dritter Platz                                                |
| 27. Januar 2021 (Mi.)                                        | Einzel (20 km)                                               | Andrejs Rastorgujevs                                         | Erlend Bjøntegaard                                           | Endre Strømsheim                                             |
| 29. Januar 2021 (Fr.)                                        | Sprint (10 km)                                               | Martin Jäger                                                 | Said Karimulla Chalili                                       | Johannes Kühn                                                |
| 30. Januar 2021 (Sa.)                                        | Verfolgung (12,5 km)                                         | Artem Pryma                                                  | Michal Krčmář                                                | Håvard Bogetveit                                             |

| 3. IBU-Cup in Brezno-Osrblie, 10.–14. Februar 2021 | 3. IBU-Cup in Brezno-Osrblie, 10.–14. Februar 2021 | 3. IBU-Cup in Brezno-Osrblie, 10.–14. Februar 2021 | 3. IBU-Cup in Brezno-Osrblie, 10.–14. Februar 2021 | 3. IBU-Cup in Brezno-Osrblie, 10.–14. Februar 2021 |
| -------------------------------------------------- | -------------------------------------------------- | -------------------------------------------------- | -------------------------------------------------- | -------------------------------------------------- |
| Datum                                              | Disziplin                                          | Erster Platz                                       | Zweiter Platz                                      | Dritter Platz                                      |
| 13. Februar 2021 (Sa.)                             | Sprint (10 km)                                     | Håvard Bogetveit                                   | Justus Strelow                                     | Erlend Bjøntegaard                                 |
| 14. Februar 2021 (So.)                             | Verfolgung (12,5 km)                               | Philipp Nawrath                                    | Justus Strelow                                     | Sivert Guttorm Bakken                              |

| 4. IBU-Cup in Brezno-Osrblie, 15.–21. Februar 2021 | 4. IBU-Cup in Brezno-Osrblie, 15.–21. Februar 2021 | 4. IBU-Cup in Brezno-Osrblie, 15.–21. Februar 2021                      | 4. IBU-Cup in Brezno-Osrblie, 15.–21. Februar 2021                          | 4. IBU-Cup in Brezno-Osrblie, 15.–21. Februar 2021                                     |
| -------------------------------------------------- | -------------------------------------------------- | ----------------------------------------------------------------------- | --------------------------------------------------------------------------- | -------------------------------------------------------------------------------------- |
| Datum                                              | Disziplin                                          | Erster Platz                                                            | Zweiter Platz                                                               | Dritter Platz                                                                          |
| 17. Februar 2021 (Mi.)                             | Kurzes Einzel (15 km)                              | Nikita Porschnew                                                        | Justus Strelow                                                              | Endre Strømsheim                                                                       |
| 18. Februar 2021 (Do.)                             | Staffel (4 × 7,5 km)                               | DeutschlandJustus Strelow Lucas Fratzscher Philipp Horn Philipp Nawrath | RusslandKirill Strelzow Wassili Tomschin Nikita Porschnew Semjon Sutschilow | NorwegenAleksander Fjeld Andersen Erlend Bjøntegaard Håvard Bogetveit Endre Strømsheim |
| 20. Februar 2021 (Sa.)                             | Sprint (10 km)                                     | Philipp Nawrath                                                         | David Zobel                                                                 | Ruslan Tkalenko Philipp Horn                                                           |
| 21. Februar 2021 (So.)                             | Verfolgung (12,5 km)                               | Endre Strømsheim                                                        | Sivert Guttorm Bakken                                                       | Aleksander Fjeld Andersen                                                              |

| 5. IBU-Cup in Obertilliach, 8.–14. März 2021 | 5. IBU-Cup in Obertilliach, 8.–14. März 2021 | 5. IBU-Cup in Obertilliach, 8.–14. März 2021 | 5. IBU-Cup in Obertilliach, 8.–14. März 2021 | 5. IBU-Cup in Obertilliach, 8.–14. März 2021 |
| -------------------------------------------- | -------------------------------------------- | -------------------------------------------- | -------------------------------------------- | -------------------------------------------- |
| Datum                                        | Disziplin                                    | Erster Platz                                 | Zweiter Platz                                | Dritter Platz                                |
| 10. März 2021 (Mi.)                          | Kurzes Einzel (15 km)                        | Hugo Rivail                                  | Daniele Cappellari                           | Heikki Laitinen Justus Strelow               |
| 12. März 2021 (Fr.)                          | Sprint (10 km)                               | Philipp Nawrath                              | Aleksander Fjeld Andersen                    | Hugo Rivail                                  |
| 13. März 2021 (Sa.)                          | Sprint (10 km)                               | Filip Fjeld Andersen                         | Sivert Guttorm Bakken                        | Aleksander Fjeld Andersen                    |

### Pokalwertungen Männer
| Endstand nach 15 Rennen (Top 10) |                           |        |       |
| \| Rang \| Name \| Punkte \| Siege \| \| ---- \| ------------------------- \| ------ \| ----- \| \| 01 \| Filip Fjeld Andersen \| 534 \| 3 \| \| 02 \| Philipp Nawrath \| 528 \| 3 \| \| 03 \| Sivert Guttorm Bakken \| 520 \| 0 \| \| 04 \| Aleksander Fjeld Andersen \| 502 \| 1 \| \| 05 \| Håvard Bogetveit \| 443 \| 0 \| \| 06 \| Justus Strelow \| 437 \| 1 \| \| 07 \| Endre Strømsheim \| 404 \| 2 \| \| 08 \| Erlend Bjøntegaard \| 339 \| 1 \| \| 09 \| Daniele Cappellari \| 339 \| 0 \| \| 10 \| Nikita Porschnew \| 327 \| 0 \| |                           |        |       |
| Rang | Name                      | Punkte | Siege |
| 01 | Filip Fjeld Andersen      | 534    | 3     |
| 02 | Philipp Nawrath           | 528    | 3     |
| 03 | Sivert Guttorm Bakken     | 520    | 0     |
| 04 | Aleksander Fjeld Andersen | 502    | 1     |
| 05 | Håvard Bogetveit          | 443    | 0     |
| 06 | Justus Strelow            | 437    | 1     |
| 07 | Endre Strømsheim          | 404    | 2     |
| 08 | Erlend Bjøntegaard        | 339    | 1     |
| 09 | Daniele Cappellari        | 339    | 0     |
| 10 | Nikita Porschnew          | 327    | 0     |

| Rang | Name                      | Punkte | Siege |
| ---- | ------------------------- | ------ | ----- |
| 01   | Filip Fjeld Andersen      | 312    | 3     |
| 02   | Philipp Nawrath           | 290    | 2     |
| 03   | Sivert Guttorm Bakken     | 276    | 1     |
| 04   | Aleksander Fjeld Andersen | 273    | 0     |
| 05   | Håvard Bogetveit          | 263    | 1     |
| 06   | Daniele Cappellari        | 186    | 0     |
| 07   | Erlend Bjøntegaard        | 163    | 0     |
| 08   | Giuseppe Montello         | 161    | 0     |
| 09   | Justus Strelow            | 159    | 0     |
| 10   | Semjon Sutschilow         | 159    | 0     |

| Rang | Name                      | Punkte | Siege |
| ---- | ------------------------- | ------ | ----- |
| 01   | Sivert Guttorm Bakken     | 102    | 0     |
| 02   | Justus Strelow            | 097    | 0     |
| 03   | Endre Strømsheim          | 096    | 1     |
| 04   | Aleksander Fjeld Andersen | 091    | 0     |
| 05   | Håvard Bogetveit          | 082    | 0     |
| 06   | Philipp Nawrath           | 080    | 1     |
| 07   | Filip Fjeld Andersen      | 080    | 0     |
| 08   | Erlend Bjøntegaard        | 069    | 0     |
| 09   | Semjon Sutschilow         | 061    | 0     |
| 10   | Artem Pryma               | 060    | 1     |

| Rang | Name                      | Punkte | Siege |
| ---- | ------------------------- | ------ | ----- |
| 01   | Endre Strømsheim          | 156    | 1     |
| 02   | Justus Strelow            | 138    | 0     |
| 03   | Philipp Nawrath           | 124    | 0     |
| 04   | Aleksander Fjeld Andersen | 105    | 0     |
| 05   | Nikita Porschnew          | 104    | 1     |
| 06   | Sivert Guttorm Bakken     | 102    | 0     |
| 07   | Filip Fjeld Andersen      | 100    | 0     |
| 08   | Hugo Rivail               | 097    | 1     |
| 09   | Erlend Bjøntegaard        | 088    | 0     |
| 10   | Said Karimulla Chalili    | 086    | 0     |

| Rang | Name               | Punkte | Siege |
| ---- | ------------------ | ------ | ----- |
| 01   | Deutschland        | 120    | 2     |
| 02   | Ukraine            | 097    | 0     |
| 03   | Norwegen           | 091    | 0     |
| 04   | Russland           | 090    | 0     |
| 05   | Frankreich         | 086    | 0     |
| 06   | Italien            | 076    | 0     |
| 07   | Österreich         | 072    | 0     |
| 08   | Schweden           | 072    | 0     |
| 09   | Schweiz            | 066    | 0     |
| 10   | Vereinigte Staaten | 057    | 0     |

| Rang | Name        | Punkte | Siege |
| ---- | ----------- | ------ | ----- |
| 01   | Norwegen    | 6122   | 9     |
| 02   | Deutschland | 5958   | 6     |
| 03   | Russland    | 5536   | 2     |
| 04   | Italien     | 5180   | 0     |
| 05   | Ukraine     | 5087   | 1     |
| 06   | Frankreich  | 4968   | 1     |
| 07   | Schweiz     | 4633   | 1     |
| 08   | Österreich  | 4553   | 0     |
| 09   | Schweden    | 4287   | 0     |
| 10   | Tschechien  | 3873   | 0     |

## Mixed

### Resultate
| 2. IBU-Cup am Arber, 18.–23. Januar 2021 | 2. IBU-Cup am Arber, 18.–23. Januar 2021   | 2. IBU-Cup am Arber, 18.–23. Januar 2021                                                   | 2. IBU-Cup am Arber, 18.–23. Januar 2021                                | 2. IBU-Cup am Arber, 18.–23. Januar 2021                                                    |
| ---------------------------------------- | ------------------------------------------ | ------------------------------------------------------------------------------------------ | ----------------------------------------------------------------------- | ------------------------------------------------------------------------------------------- |
| Datum                                    | Disziplin                                  | Erster Platz                                                                               | Zweiter Platz                                                           | Dritter Platz                                                                               |
| 23. Januar 2021 (Sa.)                    | Single-Mixed-Staffel (M-W) (6 km + 7,5 km) | NorwegenEndre Strømsheim Karoline Erdal                                                    | ItalienDaniele Cappellari Rebecca Passler                               | DeutschlandLucas Fratzscher Stefanie Scherer                                                |
| 23. Januar 2021 (Sa.)                    | Mixed-Staffel (M-W) (4 × 7,5 km)           | RusslandSaid Karimulla Chalili Daniil Serochwostow Anastassija Gorejewa Walerija Wasnezowa | FrankreichOscar Lombardot Sébastien Mahon Sophie Chauveau Camille Bened | NorwegenAleksander Fjeld Andersen Filip Fjeld Andersen Åsne Skrede Emilie Ågheim Kalkenberg |

| Europameisterschaften in Duszniki-Zdrój, 24.–31. Januar 2021 | Europameisterschaften in Duszniki-Zdrój, 24.–31. Januar 2021 | Europameisterschaften in Duszniki-Zdrój, 24.–31. Januar 2021                          | Europameisterschaften in Duszniki-Zdrój, 24.–31. Januar 2021                | Europameisterschaften in Duszniki-Zdrój, 24.–31. Januar 2021   |
| ------------------------------------------------------------ | ------------------------------------------------------------ | ------------------------------------------------------------------------------------- | --------------------------------------------------------------------------- | -------------------------------------------------------------- |
| Datum                                                        | Disziplin                                                    | Erster Platz                                                                          | Zweiter Platz                                                               | Dritter Platz                                                  |
| 31. Januar 2021 (So.)                                        | Single-Mixed-Staffel (W-M) (6 km + 7,5 km)                   | DeutschlandJustus Strelow Stefanie Scherer                                            | FrankreichÉmilien Claude Caroline Colombo                                   | RusslandJewgeni Garanitschew Larissa Kuklina                   |
| 31. Januar 2021 (So.)                                        | Mixed-Staffel (W-M) (4 × 6 km)                               | NorwegenEmilie Ågheim Kalkenberg Åsne Skrede Erlend Bjøntegaard Sivert Guttorm Bakken | DeutschlandVanessa Voigt Marion Deigentesch Dominic Schmuck Philipp Nawrath | UkraineIryna Petrenko Wita Semerenko Bohdan Zymbal Artem Pryma |

| 5. IBU-Cup in Obertilliach, 8.–14. März 2021 | 5. IBU-Cup in Obertilliach, 8.–14. März 2021 | 5. IBU-Cup in Obertilliach, 8.–14. März 2021                                  | 5. IBU-Cup in Obertilliach, 8.–14. März 2021                                            | 5. IBU-Cup in Obertilliach, 8.–14. März 2021                              |
| -------------------------------------------- | -------------------------------------------- | ----------------------------------------------------------------------------- | --------------------------------------------------------------------------------------- | ------------------------------------------------------------------------- |
| Datum                                        | Disziplin                                    | Erster Platz                                                                  | Zweiter Platz                                                                           | Dritter Platz                                                             |
| 14. März 2021 (So.)                          | Mixed-Staffel (W-M) (4 × 6 km)               | DeutschlandMarion Deigentesch Hanna Kebinger Dominic Schmuck Lucas Fratzscher | NorwegenEmilie Ågheim Kalkenberg Åsne Skrede Filip Fjeld Andersen Sivert Guttorm Bakken | TschechienAnna Tkadlecová Tereza Voborníková Milan Žemlička Adam Václavík |
| 14. März 2021 (So.)                          | Single-Mixed-Staffel (W-M) (6 km + 7,5 km)   | NorwegenAleksander Fjeld Andersen Karoline Erdal                              | RusslandWassili Tomschin Anastassija Jegorowa                                           | FrankreichSébastien Mahon Paula Botet                                     |

### Pokalwertung Mixed
| Endstand nach 6 Rennen (Top 10) |             |        |       |
| \| Rang \| Name \| Punkte \| Siege \| \| ---- \| ----------- \| ------ \| ----- \| \| 01 \| Norwegen \| 234 \| 3 \| \| 02 \| Deutschland \| 222 \| 2 \| \| 03 \| Russland \| 202 \| 1 \| \| 04 \| Frankreich \| 199 \| 0 \| \| 05 \| Italien \| 180 \| 0 \| \| 06 \| Ukraine \| 160 \| 0 \| \| 07 \| Schweden \| 158 \| 0 \| \| 08 \| Tschechien \| 145 \| 0 \| \| 09 \| Österreich \| 142 \| 0 \| \| 10 \| Moldau \| 124 \| 0 \| |             |        |       |
| Rang | Name        | Punkte | Siege |
| 01 | Norwegen    | 234    | 3     |
| 02 | Deutschland | 222    | 2     |
| 03 | Russland    | 202    | 1     |
| 04 | Frankreich  | 199    | 0     |
| 05 | Italien     | 180    | 0     |
| 06 | Ukraine     | 160    | 0     |
| 07 | Schweden    | 158    | 0     |
| 08 | Tschechien  | 145    | 0     |
| 09 | Österreich  | 142    | 0     |
| 10 | Moldau      | 124    | 0     |